# David Lagercrantz
David Gunnar Fransiscus Lagercrantz (ur. 4 września 1962 w Solnie) – szwedzki dziennikarz, autor biografii i powieści sensacyjno-kryminalnych.

## Życiorys

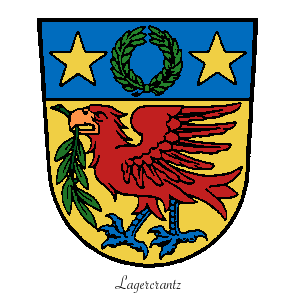
Herb rodu Lagercrantzów

Urodził się i dorastał w podsztokholmskiej Solnie. Pochodzi ze starego szwedzkiego rodu szlacheckiego. Jest synem Olofa Lagercrantza, pisarza, krytyka literackiego oraz długoletniego redaktora naczelnego dziennika „Dagens Nyheter”, i Martiny z d. Ruin. Ma czworo starszego rodzeństwa: dwóch braci i dwie siostry, z których jedna – Marika jest aktorką. Jako nastolatek interesował się sportem, uprawiając m.in. tenis stołowy. Uczył się w gimnazjum Kungsholmens w Sztokholmie. Później studiował filozofię i religioznawstwo. Następnie ukończył dziennikarstwo w Journalisthögskolan w Göteborgu. Po studiach pracował jako prasowy reporter kryminalny – początkowo w gazecie lokalnej „Sundsvalls Tidning”, a później ogólnokrajowym tabloidzie „Expressen”. Na przełomie lat 80. i 90. XX wieku zajmował się tematami dotyczącymi największych przestępstw kryminalnych dokonanych w owym czasie w Szwecji, m.in. potrójnym morderstwem w Åmsele. Zbrodnia ta stała się później kanwą jego książki faktograficznej Änglarna i Åmsele.
Jako pisarz zadebiutował w 1997, publikując książkę Göran Kropp 8000 plus. Przedstawił w niej historię szwedzkiego wspinacza i podróżnika, Görana Kroppa, który samotnie i bez aparatury tlenowej dotarł w maju 1996 na szczyt Mount Everestu, tydzień po tragedii dwóch komercyjnych wypraw himalaistycznych, do której doszło na stokach góry. W 2000 wydał biografię szwedzkiego wynalazcy Håkana Lansa, opatrzoną tytułem Ett svenskt geni. Popularność jednak przyniosła mu dopiero powieść Grzech pierworodny w Wilmslow wydana w 2009. Książka, traktująca o brytyjskim matematyku Alanie Turingu, została przetłumaczona na kilkanaście języków.
W listopadzie 2011 weszła do sprzedaży autobiografia piłkarza Zlatana Ibrahimovića Ja, Ibra, którą napisał jako ghostwriter. W ciągu sześciu tygodni sprzedano ponad pół miliona egzemplarzy książki, która dzięki temu stała się najszybciej sprzedawanym tytułem w dziejach rynku księgarskiego Szwecji. Ponadto jej tłumaczenie szybko ukazało się w przeszło 20. krajach. Została także nominowana do dwóch prestiżowych nagród literackich – szwedzkiej Augustpriset w 2012 i brytyjskiej The William Hill Sports Book of the Year w 2013.
W grudniu 2014 podpisał umowę z wydawnictwem Norstedts na napisanie czwartej części trylogii Millennium, której autorem był nieżyjący już Stieg Larsson. Książka, zatytułowana Co nas nie zabije, której bohaterami stali się ponownie Mikael Blomkvist i Lisbeth Salander, ukazała się w sierpniu 2015 równocześnie w 27. krajach. Stała się bestsellerem czytelniczym, ponadto amerykański magazyn „Esquire” uznał ją za jeden z trzech najlepszych thrillerów roku. W 2016 była także nominowana do Petrona Award przyznawanej za najlepszą skandynawską powieść kryminalną roku. Rok później ukazała się jego kolejna książka z cyklu Millennium – Mężczyzna, który gonił swój cień.
Jest członkiem zarządu szwedzkiego PEN Clubu, z ramienia którego podejmuje akcje na rzecz obrony pisarzy prześladowanych na świecie. Aktywnie uczestniczy także w działaniach stowarzyszenia Läsrörelsen, którego celem jest propagowanie czytelnictwa wśród dzieci i młodzieży w Szwecji. Na realizację zadań stowarzyszenia przekazał sto tysięcy euro ze swoich honorariów za powieść Co nas nie zabije.

### Małżeństwo i dzieci
Jest żonaty z Anne z d. Bergman, dziennikarką, dyrektorką i wydawcą TV4-nyheterna. Ma z nią troje dzieci: Signe, Nelly i Hjalmara. Wraz z rodziną mieszka w Sztokholmie.

## Twórczość
- Göran Kropp 8000 plus (1997) – biografia
- Änglarna i Åmsele (1998)
- Ett svenskt geni (2000) – biografia
- Stjärnfall (2001)
- Där gräset aldrig växer mer (2002)
- Underbarnets gåta (2003)
- Himmel över Everest (2005)
- Ett svenskt geni – berättelsen om Håkan Lans och kriget han startade (2006) – poprawiona i uzupełniona wersja biografii Ett svenskt geni
- Syndafall i Wilmslow (2009) – wyd. pol. Grzech pierworodny w Wilmslow, Muza 2011, tłum. Bratumiła Pawłowska-Pettersson
- Jag är Zlatan Ibrahimović (2011, ghostwriter) – wyd. pol. Ja, Ibra, Sine Qua Non 2012, tłum. Barbara Bardadyn

Kontynuacja trylogii Millennium
- Det som inte dödar oss (2015) – wyd. pol. Co nas nie zabije, Czarna Owca 2015, tłum. Irena i Maciej Muszalscy
- Mannen som sökte sin skugga (2017) – wyd. pol. Mężczyzna, który gonił swój cień, Czarna Owca 2017, tłum. Maciej Muszalski
- Hon som måste dö (2019) – wyd. pol. Ta, która musi umrzeć, Czarna Owca 2019, tłum. Inga Sawicka

Seria o profesorze Rekkem i policjantce Vargas
- Obscuritas[10](2021) – wyd. pol. Człowiek, który wyszedł z mroku, Wielka Litera 2022.
- Memoria[11](2023) – wyd. pol. Memoria, Wielka Litera 2024, tłum. Justyna Kwiatkowska